# Cheilanthes viscida
Cheilanthes viscida là một loài thực vật có mạch trong họ Adiantaceae. Loài này được Davenp. miêu tả khoa học đầu tiên năm 1877.